# Castianeira amoena
Castianeira amoena är en spindelart som först beskrevs av Carl Ludwig Koch 1841.  Castianeira amoena ingår i släktet Castianeira och familjen flinkspindlar. Inga underarter finns listade.